# Priorshof 3 (Mönchengladbach)

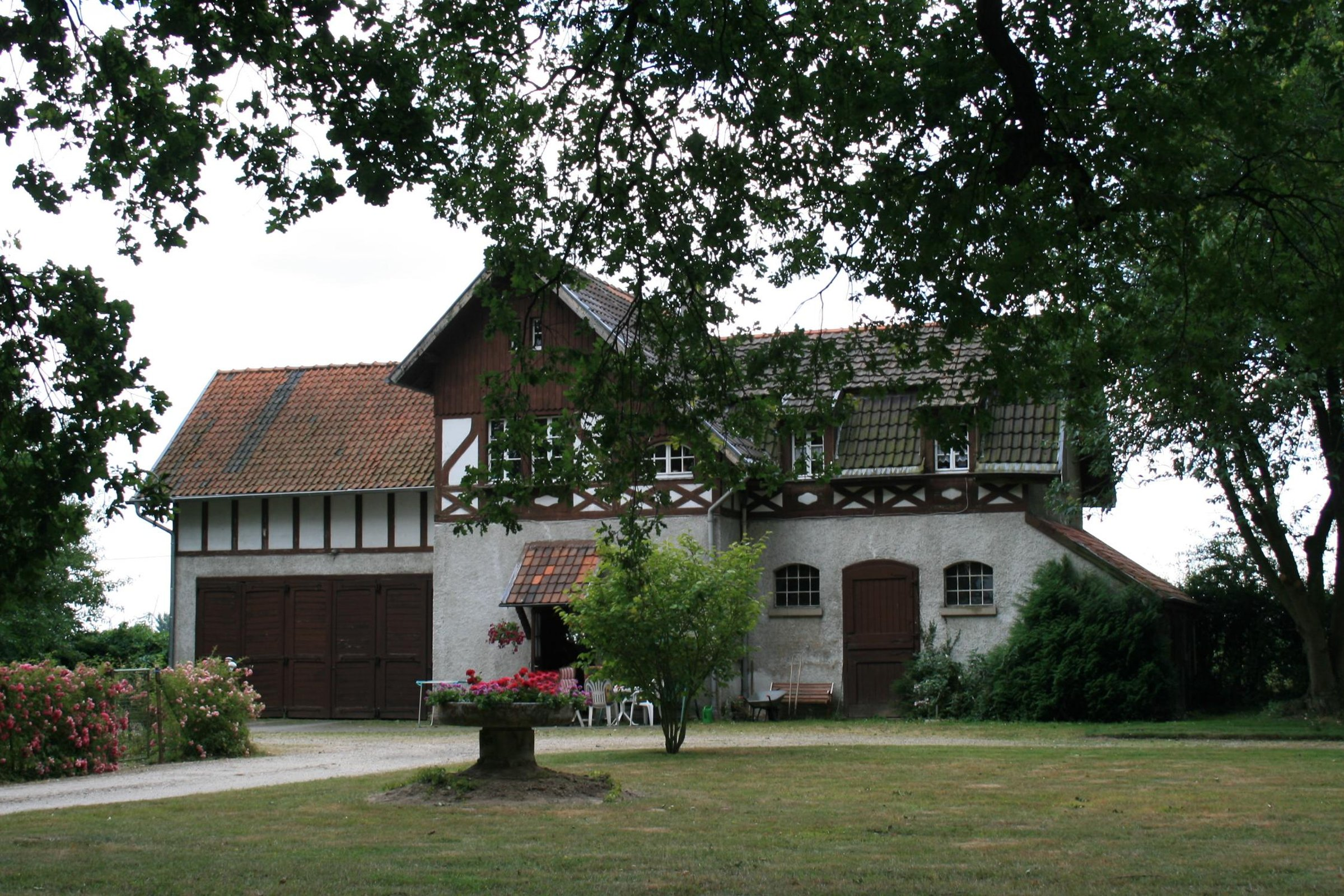
Kutscherhaus mit Pferdestall (2011)

Das Kutscherhaus mit Pferdestall Priorshof 3 steht im Stadtteil Wickrath in Mönchengladbach (Nordrhein-Westfalen).
Das Gebäude wurde 1903 erbaut. Es wurde unter Nr. P 014b am 1. Dezember 1998 in die Denkmalliste der Stadt Mönchengladbach eingetragen.

## Lage
Das Kutscherhaus liegt südöstlich der Villa und der von einem Wassergraben umgebenen Hofesfeste Priorshof in einem weitläufigen Park an dem von Wickrath über den Voigtshof nach Hilderath und Mennrath führenden Feldweg. 

## Architektur
Es ist ein eineinhalbgeschossiges, im Erdgeschoss massives und verputztes, im Obergeschoss zur Gartenseite in Fachwerkkonstruktion unter Mansard- und Satteldach errichtetes Kutscherhaus mit Pferdestall und Remise.